# Русское национальное единство
Общероссийское общественное патриотическое движение «Русское национальное единство» (РНЕ, также «Баркашовцы», «Гвардия Баркашова») — российская националистическая (русский национализм) фашистская (неофашистская) неонацистская ирредентистская военизированная православно-фундаменталистская организация. Может называться также черносотенной организацией, поскольку разделяет идеи этого движения начала XX века. Основана 16 октября 1990 года группой бывших активистов НПФ «Память» во главе с Александром Баркашовым.
Наиболее известная и многочисленная организация русских националистов в 1990-е годы. На выборах в Государственную думу (1999) движение входило в избирательный блок «Спас» (основой которого было РНЕ, первым номером — Александр Баркашов), партийный список которого был зарегистрирован ЦИК РФ, однако после регистрации и проведения избирательной кампании, был снят с выборов. В 2000-х годах была крупнейшей национал-радикальной организацией России. РНЕ раскололась осенью 2000 года, в результате чего возникли четыре относительно крупных и самостоятельных фрагмента.

## Идеология
Идеология РНЕ построена по принципу «от противного», сочетая радикальный антикоммунизм, особенно до августа 1991 года, антилиберализм, антисемитизм и критику менее радикальных правых организаций. В религиозном плане РНЕ склонялось к православию, однако, оно не полностью доверяет Русской православной церкви. Организация совмещает православный фундаментализм и симпатии к русскому неоязычеству. Идеалом РНЕ провозглашала русское православие эпохи Василия III и Ивана Грозного, что привело к ориентации на Русскую православную церковь за рубежом в лице Олега Стеняева (будучи в юрисдикции РПЦЗ, проводил богословские занятия с партийным активом РНЕ) и Истинно-православной церкви («Церкви Апокалипсиса») в лице владыки Лазаря (Васильева) (в частности публиковал “пастырское послание” в издании РНЕ “Русский стяг”, некоторое время являлся личным духовником Баркашова). Однако сотрудничество с обоими прекратилось. Баркашов понимал, что для большинства россиян эта идеология не является привлекательной и объявлял, что настоящему политику следует не идти за мнением большинства, а формировать его. Им был объявлен курс на пропаганду и партийное строительство.
Основы идеологии РНЕ были изложены Александром Баркашовым в работе «Эра России». Эта статья, дополненная более поздними работами, легла в основу «Азбуки Русского националиста», изданной в 1994 году. Православный русский национализм, который трактуется в рамках особого предназначения русского народа и России перед Богом. Россия признается государством как русских, так и коренных неславянских народов России. РНЕ имеет относительные монархические симпатии, однако считает, что вместо возрождения самодержавия, в России должна установиться русская национальная диктатура. Законодательная власть должна строиться на основе сословно-национального представительства.
Идеологами РНЕ использовались идеи неоязыческого писателя Владимира Щербакова о вечном, со эпохи палеолита, противостоянии этрусков («это русские») и «атлантов» (западной цивилизации).
РНЕ Баркашова в религиозных взглядах эволюционировала от широкой трактовки православия до крайнего «сектантства». Российская ассоциация центров изучения религии и сект (РАЦИРС) включила «Катакомбную Церковь Истинных православных христиан (старого и нового обрядов)», священнослужителем которой является «отец Михаил» — Баркашов, принявший монашеский постриг в этой церкви в 2005 году, и само РНЕ Баркашова в свой список тоталитарных сект.
Части РНЕ, образовавшиеся после раскола в 2000 году предположительно остаются формально православными. В программных документах РНЕ отсутствует имеющее большое распространение в российских политических программах требование по укреплению роли РПЦ, что связано с недоброжелательным отношением к последней, поскольку Московская патриархия является лояльной по отношению к власти, а РНЕ представляет собой радикальную оппозицию. Патриархия полуофициально осудила РНЕ в качестве неправославного движения. В то же время, РНЕ исповедует собственный вариант православия. Согласно их программному документу, «Члены РНЕ в своей жизни опираются на те старые, присущие раннему средневековью формы православия, которые служили нашим предкам духовной основой при создании и укреплении Русского государства». Эти формы деятелями РНЕ определяются самостоятельно, за что они подвергаются обличению действительно православными националистами. С церковно-канонической позиции группировки РНЕ являются безусловно неправославными, однако они имеют доброжелательные контакты с клириками РПЦ. Так, 5 августа 2001 года в ходе торжеств по случаю десятилетия перенесения мощей преподобного Серафима Саровского у монастыря в Дивеево был разбит лагерь из около 150 баркашовцев.
С РНЕ открыто поддерживали связи главы епархий ряда важных регионов России (Екатеринбургской, Воронежской, Нижегородской).

## Атрибутика
Эмблема РНЕ — свастика, совмещённая с Вифлеемской звездой. Эта стилизованная свастика именуется «коловратом» (обычно «коловрат» — восьмилучевая свастика). Свастика РНЕ красного цвета, имеет белый контур и помещена в белую окружность на красном фоне, что ассоциируется с символикой НСДАП. Участники движения носят символику в виде нашивок или повязок на рукавах и значков. Также на различных мероприятиях используются флаги с эмблемой движения, а также флаги Российской империи.
С 2014 для отрядов РНЕ в Донбассе введена новая символика — белый круг, внешняя сторона красного цвета, на которой располагается надпись «РУССКОЕ НАЦИОНАЛЬНОЕ ЕДИНСТВО». Внутри белого круга находится чёрный восьмиконечный православный крест. По краям средней перекладины располагаются христограммы «IС ХС», что означает «IСУС ХРИСТОС». Между средней и нижней перекладиной ровно посередине белого круга располагаются буквы «РНЕ» красного цвета.
В походной песне РНЕ содержится призыв: «Смерть псам-космополитам, Смерть жидомасонам!». На демонстрациях РНЕ имели место призывы: «Долой сиониста Ельцина».

## Знаки отличия
Отличительной чертой РНЕ является чёрная военизированная униформа (чёрные рубашки) и приветствие вскидыванием правой руки (ранее).

## Структура
В движение РНЕ входит три категории участников:
- соратники (члены движения) «…формируются из людей дееспособных, искренних, авторитетных. Главное требование — осознанная готовность подчиняться военной дисциплине, которая должна действовать внутри Ядра движения. Соратники — люди, добровольно и сознательно подчинившие все свои личные интересы делу Русского Движения…» (из «Рекомендаций по формированию региональной организации Русского Национального Единства»[27].
- сподвижники (кандидаты в члены движения) — регулярный актив. «Сподвижники систематически выполняют определённые задачи в движении, но ещё не обладают по каким-либо причинам качествами, предъявляемыми к Соратникам. Например, Сподвижники не готовы по каким-либо причинам подчинить свои личные интересы интересам Движения, не осознают необходимости подчиняться твёрдой, постоянно действующей дисциплине, пребывают в Движении непродолжительное время и в силу этого ещё недостаточно зарекомендовали себя…»
- сторонники (сочувствующие) «образуют потенциальный актив Движения и представляют наиболее массовую его часть. Они ещё не обладают качествами, предъявляемыми к Соратникам и Сподвижникам…»

В каждом региональном отделении партийная работа идёт по трём направлениям:
- идеология (агитация и пропаганда);
- служба безопасности (самооборона);
- финансы (сбор средств).

## История

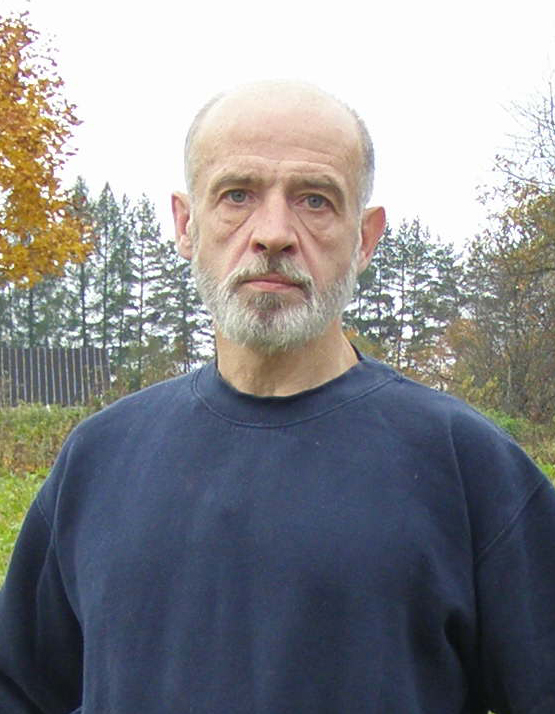
Александр Баркашов

Членское удостоверение РНЕ, 1992

В 1985 году в общество «Память» вступил Александр Баркашов. В 1990 году он покинул его и 16 октября того же года основал движение «Русское национальное единство».
В 1992—1993 гг. организация входила в состав «Русского национального собора» Александра Стерлигова.
27 июня 1993 года РНЕ было зарегистрировано Управлением юстиции города Москвы как организация московского городского уровня с регистрационным номером 2783.

### Сентябрь — октябрь 1993 года
На широкую политическую арену движение «Русское национальное единство» выходит в сентябре — октябре 1993 года.
Ещё в апреле 1993 года А. П. Баркашов заявлял, что его движение выступит в поддержку Верховного Совета политически, «а если будет надо — то и физически». Уже с весны 1993 года он распорядился начать усиленную подготовку по захвату и обороне зданий.
После выхода указа президента РФ Б. Н. Ельцина № 1400 о роспуске Съезда народных депутатов и Верховного Совета А. П. Баркашов собрал своих соратников у здания Верховного Совета. К 3 октября в «Белом доме», по утверждению Баркашова, было 168 вооружённых членов РНЕ. Однако большую часть людей он оставил за пределами Верховного Совета «для того, чтобы действовать „с тыла“, … чтобы „раскачать“ народные массы на поддержку Верховного Совета».
Из воспоминаний начальника охраны вице-президента Руцкого Владимира Тараненко:

Утром 23 сентября, проверяя посты охраны, я обнаружил на втором этаже, прямо под кабинетом шефа, несколько десятков вооружённых бойцов (человек пятьдесят). Многое в них мне сразу не понравилось: и внешний вид (в основном это были молодые ребята в возрасте до 30 лет, одетые в новенькую военную форму, подогнанную по фигуре, с нашивкам на рукавах непонятного содержания), и угрюмая молчаливость, и то, как подавались и выполнялись команды (командир подошёл к бойцу, занимавшему огневую позицию у окна, что-то коротко и тихо произнёс, тот быстро встал и, подхватив автомат, ускоренным шагом помчался на выход), и их уверенность, с которой они расположились в незнакомом месте, и ещё что-то другое, что характеризуется не словами, а чувствами. Эти люди пробудили у меня ощущение тревоги. Понаблюдав за ними, я не стал выяснять, кто они и откуда, а поднялся на свой этаж и уже там узнал от подчинённых, что этой ночью на помощь Верховному Совету пришли «баркашовцы» — члены националистической организации РНЕ (Русское национальное единство).
Не теряя времени, я усилил посты охраны, приказал через третий этаж никого из посторонних не пропускать и, зайдя в кабинет Руцкому, доложил:
— На втором этаже, прямо под нами находятся несколько десятков бойцов, которым, как мне кажется, там не место. Я на них посмотрел и скажу так: впечатление тягостное. Какие-то «смертники», честное слово. Угрюмые, не разговаривают, ведут себя, как будто война вот-вот начнётся… Название у них странное — «баркашовцы». С вашего разрешения, я их удалю куда-нибудь подальше. Они не вызывают у меня доверия.
Руцкой расстроил мои планы:

— Не спеши, мне о них Хасбулатов вчера говорил. Ему их Бобков рекомендовал (Бобков — советник председателя Верховного Совета, генерал-полковник, бывший начальник 5 Главного управления КГБ СССР). Руслан [Хасбулатов] сам распорядился, чтобы Баркашова с людьми пропустили в здание. Я не имею понятия, зачем они здесь нужны, но гонять их с места на место, ни к чему. Во всяком случае, сейчас этого делать не надо. Лучше приглядись к ним получше. Если что не так, взаимодействуй и решай вопросы с Дунаевым …— 
Баркашов утверждал, что просьбу привести в Дом Советов личный состав РНЕ он получил непосредственно от утвержденного Верховным Советом министра обороны Владислава Ачалова. Сам Ачалов в беседе с доктором исторических наук Александром Островским подтвердил этот факт, но не уточнил, чья это была инициатива.
Из доклада комиссии Госдумы по дополнительному изучению и анализу событий 21 сентября — 5 октября 1993 года:

отряд «Русского Национального Единства» (РНЕ) под командованием Баркашова А. П. численностью около 100 человек; формально входил в состав охранного подразделения, подчинённого министру обороны Российской Федерации Ачалову В. А., но полностью им не контролировался; отряд дислоцировался в Доме Советов Российской Федерации; автоматическое стрелковое оружие выдавалось отдельным членам отряда (по имеющимся данным — всего 22 «баркашовцам» были выданы автоматы АКС-74У) для несения охранной службы внутри Дома Советов Российской Федерации; члены отряда занимались также поддержанием порядка на территории, прилегающей к зданию парламента, имели хорошую физическую и строевую подготовку, отличались дисциплинированностью, сочетавшейся с безынициативностью и слепым послушанием руководству своей организации; члены отряда совершали не согласованные с руководством Верховного Совета Российской Федерации действия по насильственному выдворению из здания парламента лиц, нежелательных с точки зрения руководства РНЕ; так, 30 сентября 1993 года около 17 часов тремя членами РНЕ, вооружёнными автоматами, без объяснения причин и оснований был задержан и выведен за оцепление политический советник председателя Верховного Совета Хасбулатова Р. И. Кургинян С. Е.; совершались и откровенно противоправные действия; например, вечером 3 октября 1993 года у Дома Советов Российской Федерации «баркашовцами» был задержан и подвергнут обыску безработный Игнатов М. В., 1953 г. р., у которого они отняли документы и 48000 рублей; проводившиеся членами РНЕ перед Домом Советов марши и построения с символикой, напоминавшей нацистскую, носили фактически провокационный характер; некоторыми членами отряда допускались и другие провокационные действия; так, 28 сентября член РНЕ Плешков А. Б. публично заявил, что если к утру 29 сентября 1993 года не будет снята блокада Дома Советов Российской Федерации, «баркашовцы» перейдут к исполнению террористических актов; работавшим в Доме Советов Российской Федерации журналистам «баркашовцы» неоднократно заявляли, что им наплевать на Ельцина и на Верховный Совет — они пришли выполнять волю своего вождя Баркашова А. П.— http://1993.sovnarkom.ru/KNIGI/Astrahankina/doclad-1993.doc
Как вспоминает помощник министра обороны Владислава Ачалова, защитник Белого дома Марат Мусин:

 У «баркашовцев» до ночной тревоги с 26 на 27 сентября автоматов вообще не было. Полученные ими позднее 30 стволов из уже принятых на баланс министерства обороны [Ачалова] и послужили основанием для распространения спекуляций на тему о большом количестве вооружённых защитников парламента: «один автомат на пять человек» (численность отряда Баркашова в «Белом доме» составляла 150 человек). Точнее было бы сказать: «один автомат на 40-60 человек». Тем не менее, утверждая противное, многие газеты дружно лгали о сотнях вооружённых до зубов «фашистов».— http://www.hrono.ru/libris/lib_i/an_04.php
Внутри кольца оцепления соратники РНЕ выполняли задачу по охране этажа министерства обороны, министерства безопасности и узлов жизнеобеспечения здания парламента, а также «по поддержанию порядка и пресечения провокаций» на территории, прилегающей к Верховному Совету. 3 октября возглавляемый А. Баркашовым отряд около 15 человек, вооружённый автоматами АКС-74У, вместе с тремя охранниками заместителя Ачалова Альберта Макашова штурмом взял здание мэрии на Новом Арбате, откуда велась стрельба по сторонникам Съезда народных депутатов и Верховного Совета. При взятии мэрии с оружием было только 5 человек из подразделения РНЕ, группа из 5-6 бойцов В. Жака подошла уже после того как в мэрию ворвались безоружные демонстранты. По указанию Баркашова двери центрального входа и стеклянные стены фасада мэрии были пробиты двумя грузовыми автомобилями. После взятии мэрии баркашовцами были избиты находившиеся там военнослужащий внутренних войск Олег Олефиренко и заместитель начальника управления ГУК МВД Василий Сёмин. Избиение Сёмина было прекращено подоспевшим Макашовым.
Как вспоминает народный депутат России Илья Константинов: «При том, что боевики Баркашова были хорошо организованы и дисциплинированы, их число было от силы 100—150 человек, а, скажем, офицерский полк имени Верховного Совета насчитывал 3000 человек. Баркашовцы не были доминирующей силой. В реальных событиях они участия не принимали. Главное их развлечение — по вечерам выстраиваться у здания ВС и зиговать перед телекамерами. В ночь с 3 на 4 октября все баркашовцы покинули Белый дом.». По утверждению бывшего следователя Генеральной прокуратуры Леонида Прошкина, основная часть членов РНЕ покинуло Верховный Совет ещё до танкового обстрела.
4 октября после выхода из Дома Советов погибли два члена РНЕ: Анатолий Сурский и Дмитрий Марченко. Другие члены РНЕ, после выхода из Дома Советов, уехали в Голландию при помощи Службы внешней разведки РФ. Александр Баркашов покинул здание Верховного Совета через оцепление спецназа «Альфа» и скрылся. Он не был объявлен в официальный розыск.
В конце октября 1993 года Баркашов записал 15-минутное видеообращение, в котором заявил, что его время «ещё придёт».
20 декабря Баркашов был ранен. 30 декабря заключён под стражу, а 26 февраля 1994 года выпущен по амнистии.
Роль А. Баркашова и его подразделения в событиях сентября-октября 1993 года некоторыми народными депутатами (в частности, Юрием Ворониным, Виктором Аксючицом) и сторонниками Верховного Совета (например, Сергеем Кургиняном) оценивалась как провокационная. С. Кургинян, в частности, заявил: «некие молодые люди со свастикой вывели меня [из Белого дома] 30 сентября, направив автоматы… Видя, как молодые люди свободно проходят через милицейские кордоны, закрытые для прочих, включая врачей, видя, как позируют они перед „демократическими камерами“ в виде учебного пособия по „русскому фашизму“, я, естественно, предполагаю, что в этом выдворении не обошлось без господ „демократов“». Также Кургинян заявил, что, находясь в Доме Советов, видел, как выставляли постановочную фотографию баркашовцев. По его словам, журналисты указывали членам РНЕ, что надо повернуться в сторону посольства США и выкрикнуть: «Слава России».
Один из руководителей обороны Белого дома, вице-президент Российской Федерации Александр Руцкой назвал участие РНЕ в защите Дома Советов провокацией спецслужб, подчинявшихся отрешённому Верховным Советом от должности президенту Борису Ельцину. По воспоминаниям Руцкого, между охраной парламента и баркашовцами происходили драки из-за того, что члены РНЕ вывешивали лозунг «Бей жидов, спасай Россию!».
Назначенный Руцким заместитель министра обороны Альберт Макашов был противником участия РНЕ в защите здания парламента.
Владимир Овчинский, помощник первого заместителя министра внутренних дел России Евгения Абрамова (1992—1995):

Я считаю, что роспуск Верховного Совета был незаконным, а расстрел Белого дома преступен. Я в курсе того, как все это было сделано. Для того чтобы скомпрометировать защитников Белого дома, туда ввели баркашовцев со свастикой. Они стали там маршировать внутри, вскидывать руки в фашистском приветствии — и все это фотографировалось, снималось на видео. Потом эти снимки ушли в администрацию. Оттуда их доставили в посольство США и переправили в Вашингтон. Была поставлена такая альтернатива: либо приходит фашизм, либо мы принимаем радикальные меры. То есть это была спланированная провокация.— 
Баркашов был арестован только лишь в конце декабря 1993 года, после того, как получил огнестрельное ранение в бедро. По официальной версии РНЕ, ранение было следствием покушения, выстрелы были произведены из автомобиля «ВАЗ-2108» тёмного цвета пулями калибра 5,45, когда Баркашов около 4 часов утра шёл по дороге в Красногорск. Водитель проезжавшей мимо машины подобрал раненого через 20 минут и доставил в госпиталь, где ему было сделано две операции. Сам Баркашов обвинил в нападении спецслужбы. По другим источникам, Баркашов, прятавшийся после октябрьских событий в подмосковном городе Фрязино, был подстрелен своим соратником во время пьяной ссоры.

### 1994—2000 годы
В декабре 1994 РНЕ поддерживает действия правительства России по наведению конституционного порядка в Чечне.
15 октября 1995 года была проведена конференция, на которой было учреждено Всероссийское общественно-патриотическое движение «Русское национальное единство» (ВОПД РНЕ) и принят его устав.
15—16 февраля 1997 года в подмосковном городе Реутове состоялся I учредительный съезд РНЕ, в котором приняло участие 1075 делегатов из 350 городов России, которые представляли 57 регионов. На съезде было официально учреждено Общероссийское общественно-патриотическое движение «Русское Национальное Единство» (ООПД РНЕ) и принят его устав. Выступавшие критиковали Запад и ратовали за развитие национального мировоззрения, союз с казачеством, осуждение чеченского сепаратизма.
Министерство юстиции РФ отказалось зарегистрировать ООПД РНЕ, указав на ошибки в учредительных документах. Для исправления этих ошибок была предпринята попытка собрать второй всероссийский съезд ООПД РНЕ, который должен был пройти в Москве 19 декабря 1998 года в спорткомплексе «Измайлово». Однако за несколько дней до назначенной даты мэр Москвы Юрий Лужков запретил проводить в Москве съезд РНЕ, а через несколько месяцев добился отмены регистрации московской организации движения. Та же судьба постигла отделения РНЕ в ряде других регионов. В дальнейшем ООПД РНЕ осуществляет свою деятельность без государственной регистрации.
К началу 1998 года РНЕ уверенно набирало силу. Оно насчитывало около 1000 отделений в 64 регионах России. Основными методами работы с населением были распространение газет и листовок. Помимо этого для привлечения молодёжи под эгидой РНЕ были организованы военно-патриотические клубы «Варяги» (в Москве) и «Русские витязи» (в Ставропольском крае).
31 января 1999 года 200 «баркашовцев» в чёрной форме прошли маршем по «спальным районам» Москвы, однако ряд активистов по звонку местного жителя был задержан нарядом милиции. В результате импровизированного пикетирования отделения милиции задержанные члены РНЕ были освобождены.
В конце 1999 года РНЕ предприняло попытку принять участие в парламентских выборах в составе избирательного объединения блока «СПАС», однако Замоскворецкий суд Москвы по иску Министерства юстиции РФ признал недействительной регистрацию движения «Спас» как общероссийского, так как в большинстве регионов России отделения «Спас» не созданы, и объединение «Спас» не было допущено к выборам. После неудачи в предвыборной кампании 1999 года в РНЕ назрел кризис, выразившийся в попытке некоторых членов Центрального совета РНЕ вместе с некоторыми региональными руководителями (кураторами Уральского, Северо-Западного, Верхне-Волжского, Северо-Кавказского, Чернозёмного регионов и Московского, Кировского, Рязанского, Марийского и Ростовского отделений) создать «РНЕ без Баркашова».
21 сентября 2000 года сторонники за отставку Александра Баркашова провели «закрытый пленум» Центрального совета, который, по сообщению прессы, прошёл на подмосковной даче Кассина и на котором присутствовали руководители 16 региональных отделений (из 55 существующих на тот момент), и объявили об исключении А. Баркашова из рядов РНЕ.

### 2000 год — настоящее время

Флаг РНЕ с 2014 года

Движение действует без официальной регистрации и находится в подполье. Ряд региональных организаций движения были запрещены по решению местных судов. В 1999 году по решению Бутырского районного суда запрещена Московская городская организация. В 2002 году Омский суд ликвидировал местное отделение. В 2003 Верховный суд Республики Татарстан запретил деятельность Татарстанской организации РНЕ. В 2008 году Железнодорожный районный суд запретил организацию в Рязани, Движение находится под пристальным вниманием со стороны ФСБ России.
Александр Баркашов продолжил возглавлять РНЕ (Общероссийское общественное патриотическое движение «Русское национальное единство») без государственной регистрации, сохранив за собой региональные организации Белоруссии и России — Москвы, Белгорода, Брянска, Нижнего Новгорода, Кургана и ряд других. Также были восстановлены региональные отделения в Санкт-Петербурге и Костроме.
В некоторых городах попытка восстановить региональные подразделения наталкивалась на сопротивление местных властей, вплоть до уголовного преследования: подобное имело место в 2003 году в Орле, хотя ячейку в итоге восстановили.
В своей работе РНЕ продолжило делать упор на уличной агитации, распространяя газету «Русский порядок» (в 2001 и 2002 годах вышло по одному номеру) и другие печатные материалы.
16 декабря 2006 года по инициативе московских активистов ООПД РНЕ и с одобрения Баркашова было учреждено новое движение — «Александр Баркашов». После учреждения нового движения структуры РНЕ распущены не были.
По состоянию на сентябрь 2012 года «Всероссийское общественное патриотическое движение „Русское национальное единство“» являлось членом «Всемирного союза национал-социалистов».
В 2014 и 2022 годах РНЕ формировало отряды добровольцев на войну на Донбассе под лозунгом «Священной войны за Новороссию».
В 2018 году умер Виктор Ельчанинов, один из основателей отделения РНЕ в Липецке.